# Nathaniel Lord Britton
Pour les articles homonymes, voir Britton.
Nathaniel Lord Britton est un géologue et un botaniste américain, né le 15 janvier 1859 à New Dorp (Staten Island, New York) et mort le 26 juin 1934.

## Biographie
Ses parents lui souhaitent voir suivre une carrière religieuse mais se passionne très jeune pour l'histoire naturelle. Il fait des études à l'école des mines de l'université Columbia avant d'y enseigner la géologie et la botanique. Il est le créateur du jardin botanique de New York et signa de nombreuses études de botanique sur la flore américaine. Britton est un spécialiste des cactées.
Il fait paraître, avec Addison Brown (1830-1913), de 1896 à 1898, An Illustrated Flora of the Northern United-States, Canada, and the British Possessions en trois volumes.
Il se marie avec Elizabeth Gertrude Knight (1858-1934), une bryologiste membre du Torrey Botanical Club. Ils mènent une longue collaboration.
Spécialiste de la flore des Caraïbes, il se rend dans cette région dès que l'hiver commence à New York. Britton se retire de ses fonctions de directeur du jardin botanique en 1929 mais continue ses recherches sur la flore des Caraïbes jusqu'à sa mort.
Le genre Brittonella lui a été dédié par Henry Hurd Rusby (1855-1940) ainsi que la revue « Brittonia ».

### Source
- Traduction de l'article de langue anglaise de Wikipédia (version du 8 janvier 2006).